# Gas, Kansas
Gas är en ort i Allen County i Kansas. Orten har fått sitt namn för naturgasfyndigheter som upptäcktes i omgivningen 1898. Vid 2020 års folkräkning hade Gas 475 invånare.